# Corriente del Norte de Brasil
La corriente del Norte de Brasil (acrónimo inglés NBC) es una corriente oceánica tibia que forma parte del cuadrante suroeste del Giro del Atlántico Norte. Empieza cuando la corriente Sur-ecuatorial Atlántico, que avanza hacia el este, se rompe en dos mitades y va en dirección noroeste, siguiendo la costa del norte de Brasil. Acaba entre la frontera de Brasil y Guayana, donde es rebautizada como corriente de Guayana. Es predominantemente una corriente de agua salada, pero ayuda al transporte de agua dulce desde el río Amazonas hacia el norte.

## Recorrido
La corriente empieza alrededor de 10°S y 31°W, donde se produce la ruptura de la corriente Ecuatorial del Sur (SEC). La ruptura es forzada una vez que el estante continental empieza, lo cual ocurre bastante abruptamente. En este punto, la corriente tiene una considerable velocidad y caudal, 21-23 Sv. Alrededor de la latitud 5°S, fusiona con una rama norte de la corriente Ecuatorial del Sur (SEC) y aumenta su volumen a 37 Sv, con su valor máximo entre 100 m y 200 m de profundidad. Aquí, la corriente es de una extensión máxima de aproximadamente 300 km de anchura. La corriente continúa hasta aproximadamente el punto 7°N y 52°W, donde acontece la corriente de las Guayanas.

## Características
La velocidad general de la corriente es entre 60 y 100 centímetros por segundo. Una máxima velocidad de 110 centímetros por segundo fue grabada aproximadamente a 100 m bajo la superficie del océano, en la proximidad de donde la NBC fusiona con el SEC. Las temperaturas medianas son en la gamma de 22 °C a 28,5 °C, y tienden a ser más tibias durante el verano del hemisferio norte .
La fuerza de la corriente depende de la estación. Durante la primavera del hemisferio norte, hay un mínimo de 13 Sv en la corriente, el cual salta a 36 Sv cuando los vientos predominantes del oeste arrecian. La media anual de velocidad en diferentes puntos es 26 Sv.
La salinidad media de la corriente ocurre alrededor de 5°S, donde la SEC más salina se fusiona con la NBC. Las dos son bastante tibias, así que las densidades son similares, y las corrientes se mezclan y crean una agua con una salinidad de 37,1 psu. La salinidad  entonces disminuye a alrededor de 36,5 psu en tanto las corrientes se desplazan hacia el norte en sentido al ecuador y con la presencia de la Zona de Convergència Intertropical (ITCZ). La lluvia producida en la ITCZ disuelve el contenido de sal del agua.
La profundidad de la NBC es dependiente de la profundidad de la termoclina, así como de la profundidad de la plataforma continental. Más próximo a la costa, y especialmente donde la profundidad del agua es menor a 400 m, el lecho marino como el límite más bajo al corriente. Si la profundidad es más grande de 400 m, la termoclina actúa como el límite más bajo, y representa la frontera del NBC y el más frío, contracorriente Norte Ecuatorial Atlántico (NEU), que se dirige hacia el este. Además de que la NEU es más fría que la NBC, tienen densidades diferentes y no se mezclan, permitiendo cada una fluir respeto a la otra con poca interacción.

## Anillos de la corriente del Norte de Brasil
De julio a febrero, es bastante común en la corriente separarse de la costa y curvarse respecto a ella misma. Dado que la corriente puede ser bastante grande, es fácil que se generen amplias sortijas anticiclónicas, los cuales se separan de la demasiada principal de la corriente y se mueven hacia el noroeste con los vientos de prevalència.  El diámetro mediano de los aros es 300 kilómetros, y se desplazan entre 8 y 30 kilómetros por día dependiente de la fuerza del flujo que rodea la sortija. Las sortijas son relativamente superficiales y suelen tener el caudal menor de 1 Sv de agua. Las sortijas finalmente se desaceleran totalmente después de 100 días. La mayoría de aros lo hacen a las proximidades de la mar Caribe, y es incluso posible por algunos entrar, dado que son bastante pequeños para caber entre el Antillas Pequeñas.